# Nagrada BAFTA za najbolji animirani film
Ovo je popis nominiranih i nagrađenh filmova za nagradu BAFTA za najbolji animirani film.

## Nominirani i nagrađeni filmovi
| Film                                 | Redatelj(i)                              | Producent(i)                                                     | Država                |
| ------------------------------------ | ---------------------------------------- | ---------------------------------------------------------------- | --------------------- |
| 2006.                                |                                          |                                                                  |                       |
| Ples malog pingvina                  | George Miller Warren Coleman Judy Morris | Bill Miller Bill Miller George Miller Doug Mitchell              | SAD                   |
| Auti                                 | John Lasseter Joe Ranft                  | Darla K. Anderson                                                | SAD                   |
| Pusti vodu da miševi odu             | David Bowers Sam Fell                    | Dick Clement Ian La Frenais Simon Nye                            | UK                    |
| 2007.                                |                                          |                                                                  |                       |
| Juhu-hu                              | Brad Bird Jan Pinkava                    | Brad Lewis John Lasseter Andrew Stanton Galyn Susman             | SAD                   |
| Shrek 3                              | Chris Miller Chris Miller Raman Hui      | Aron Warner Andrew Adamson Denise Nolan Cascino                  | SAD                   |
| Simpsoni film                        | David Silverman                          | James L. Brooks Matt Groening Al Jean Mike Scully Richard Sakai  | SAD                   |
| 2008.                                |                                          |                                                                  |                       |
| WALL-E                               | Andrew Stanton                           | Jim Morris Lindsey Collins John Lasseter                         | SAD                   |
| Perzepolis                           | Marjane Satrapi Vincent Paronnaud        | Marc-Antoine Robert                                              | Francuska             |
| Valcer s Bashirom                    | Ari Folman                               | Ari Folman Serge Lalou Gerhard Meixner Yael Nahlieli Roman Paul  | Izrael                |
| 2009.                                |                                          |                                                                  |                       |
| Nebesa                               | Pete Docter Bob Peterson                 | Jonas Rivera John Lasseter Andrew Stanton                        | SAD                   |
| Koralina                             | Henry Selick                             | Claire Jennings                                                  | SAD                   |
| Fantastic Mr. Fox                    | Wes Anderson                             | Wes Anderson Scott Rudin Allison Abbate Steven M. Rales          | UK / SAD              |
| 2010.                                |                                          |                                                                  |                       |
| Priča o igračkama 3                  | Lee Unkrich                              | Darla K. Anderson John Lasseter Nicole Paradis Grindle           | SAD                   |
| Kako je Gru ukrao mjesec             | Pierre Coffin Chris Renaud               | John Cohen Janet Healy Chris Meledandri                          | SAD                   |
| Kako istrenirati zmaja               | Chris Sanders Chris Sanders Dean DeBlois | Bonnie Arnold Doug Davison Roy Lee Michael Connolly Tim Johnson  | SAD                   |
| 2011.                                |                                          |                                                                  |                       |
| Rango                                | Gore Verbinski                           | John B. Carls Graham King Gore Verbinski                         | SAD                   |
| Pustolovine Tinitina:Tajna jednoroga | Steven Spielberg                         | Peter Jackson Kathleen Kennedy Kathleen Kennedy Steven Spielberg | SAD                   |
| Arturov Božić                        | Sarah Smith                              | Steve Pegram Chris Juen                                          | UK / SAD              |
| 2012.                                |                                          |                                                                  |                       |
| Merida hrabra                        | Mark Andrews Brenda Chapman              | Katherine Sarafian                                               | SAD                   |
| Frankenweenie                        | Tim Burton                               | Tim Burton Allison Abbate                                        | SAD                   |
| PoraNorman                           | Sam Fell Chris Butler                    | Travis Knight Travis Knight Arianne Sutner                       | SAD                   |
| 2013.                                |                                          |                                                                  |                       |
| Snježno kraljevstvo                  | Christopher Buck Jennifer Lee            | Peter Del Vecho                                                  | SAD                   |
| Gru na super tajnom zadatku          | Pierre Coffin Chris Renaud               | Janet Healy Chris Meledandri                                     | SAD                   |
| Čudovišta sa sveučilišta             | Dan Scanlon                              | Kori Rae                                                         | SAD                   |
| 2014.                                |                                          |                                                                  |                       |
| Lego film                            | Phil Lord and Christopher Miller         | Dan Lin Roy Lee                                                  | SAD/Australija/Danska |
| Ekipa za 6                           | Don Hall Chris Williams                  | Roy Conli                                                        | SAD                   |
| The Boxtrolls                        | Anthony Stacchi Graham Annable           | Travis Knight David Ichioka                                      | SAD                   |